# Maxim Dekker
Maxim Dekker, né le 21 avril 2004 à Rijsenhout aux Pays-Bas, est un footballeur néerlandais qui joue au poste de défenseur central à l'AZ Alkmaar.

## Biographie

### Carrière en club
Dekker intègre le centre de formation de l'AZ Alkmaar dès son plus jeune âge, pour signer son premier contrat professionnel avec le club en août 2020. Le 30 avril 2021, il fait ses débuts professionnels avec le Jong AZ, l'équipe réserve du club, lors d'une victoire 1-0 contre le Roda JC Kerkrade en Eerste Divisie.
Au cours des saisons suivantes, il alterne entre l'équipe première et Jong AZ. Il participe à la finale de la coupe des Pays-Bas 2025, perdue aux tirs aux but par son équipe.

### En sélections nationales
Dekker est international espoirs néerlandais à partir d'octobre 2024. Son premier match avec les espoirs est un amical contre le Mexique au cours duquel il marque le seul but du match.

## Palmarès
AZ Alkmaar
- Coupe des Pays-Bas
  - Finaliste en 2025